# 夊部
夊部為漢字索引中的部首之一，計三畫，是康熙字典214個部首中的第35個（三畫的中為第6個）。夊部構字時通常位於下方；一字帶夊且無其他部首時歸為夊部。
在傳統漢字中，夊部與夂部不同，夊字的撇捺相交，夂字的撇捺不相交，但因夂部如今已無常用字，部份字典可能没有收錄夂部。而中文簡化字則將兩者全部合併為夂部。

## 部首單字解釋
走路緩慢的樣子。見《說文》。

## 字形

甲骨文
小篆

## 名稱
- 漢語：夊部（拼音：suībù，注音：ㄙㄨㄟ ㄅㄨˋ）
- 日語：
- 朝鲜語：

## 字例
| 部首外筆畫 | 字例 -{ |
| ---------- | ------- |
| 0          | 夊      |
| 4          | 夋      |
| 5          | 夌      |
| 6          | 复㚆㚇  |
| 7          | 夎夏    |
| 11         | 夐𡕵    |
| 12         | 𡕷      |
| 15         | 夑夓    |
| 16         | 夒      |
| 19         | 夔      |
| 20         | 𡖂 }-   |